# Camí de Ca l'Andreu

El Camí de Ca l'Andreu, respecte del terme d'Abella de la Conca

El Camí de Ca l'Andreu és un camí rural del terme d'Abella de la Conca, a la comarca del Pallars Jussà.
Arrenca del Camí de Planers a l'oest del Xalet del Sobirana i en marxa cap al sud-est, travessa els Planers, al final dels quals canvia de direcció i emprèn cap al sud-oest per passar per la Borda del Roi abans d'atènyer Ca l'Andreu.

## Etimologia
Es tracta d'un topònim romànic modern, de caràcter descriptiu: pren el nom de la masia a la qual mena, Ca l'Andreu.